# 폴리테크니크 몬트리올

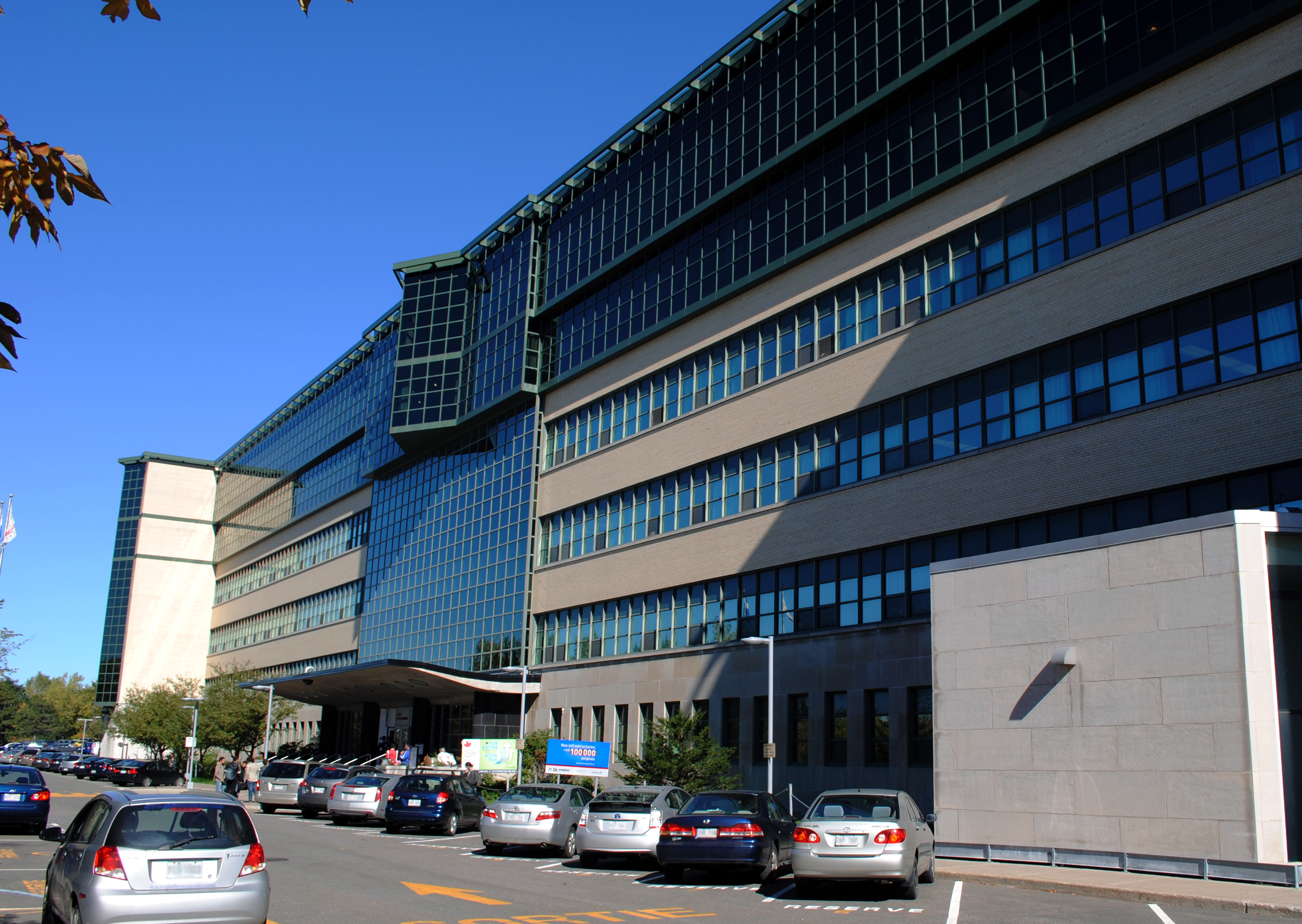
메인 빌딩

폴리테크니크 몬트리올(프랑스어: Polytechnique Montréal), 옛 이름 몬트리올 에콜 폴리테크니크(École Polytechnique de Montréal)는 캐나다 퀘벡주 몬트리올에 있는 대학교이다. 몬트리올 대학교의 부속 대학 (affiliated)의 하나이다.

## 같이 보기
- 몬트리올 에콜 폴리테크니크 학살